# Diverticulite
Diverticulite é uma doença gastrointestinal caracterizada pela inflamação dos divertículos – bolsas anormais que se desenvolvem na parede do intestino grosso. O sintoma mais comum é dor na parte inferior do abdómen de início súbito. No entanto, o aparecimento de sintomas também pode ocorrer de forma gradual ao longo de vários dias. Na Europa e na América do Norte a dor situa-se geralmente do lado esquerdo, enquanto na Ásia é mais comum do lado direito. Entre outros possíveis sintomas estão náuseas e diarreia ou obstipação. A presença de febre ou sangue nas fezes sugere possíveis complicações. É possível ocorrer crises de dor de forma repetida.
As causas de diverticulite são pouco claras. Entre os fatores de risco estão a obesidade, falta de exercício, fumar, antecedentes familiares da doença e anti-inflamatórios não esteroides. O papel de uma dieta pobre em fibras como fator de risco não é claro. A mera presença de bolsas no intestino grosso, sem que se encontrem inflamadas, é denominada diverticulose. A inflamação dos divertículos ocorre em 10–25% dos casos de diverticulose em algum momento da vida, geralmente devido a uma infeção bacteriana. O diagnóstico é geralmente confirmado com tomografia computorizada, podendo ser complementado com análises ao sangue, colonoscopia ou enema opaco. Entre as doenças que causam sintomas semelhantes estão a síndrome do cólon irritável.
As medidas de prevenção consistem em evitar alguns fatores de risco como a obesidade, sedentarismo e fumar. A mesalazina e a rifaximina aparentam ser úteis na prevenção de crises em pessoas com diverticulose. Evitar sementes e frutos secos como medida de prevenção já não é recomendado, uma vez que não existem evidências de que tenham qualquer papel em iniciar a inflamação dos divertículos. Nos casos mais ligeiros de diverticulite, o tratamento recomendado é a administração de antibióticos por via oral e uma dieta à base de líquidos. Nos casos mais graves pode ser necessária a administração de antibióticos por via intravenosa, internamento hospitalar e repouso total do intestino. Os benefícios dos probióticos não são claros. Eventuais complicações, como a formação de abscessos, formação de fístulas e perfuração gastrointestinal, podem necessitar de cirurgia.
A doença é comum no Mundo Ocidental e pouco comum em África e na Ásia. Cerca de 35% da população do Ocidente tem diverticulose, enquanto nas regiões rurais de África a prevalência é inferior a 1%. Entre 4% e 15% das pessoas com diverticulose desenvolve diverticulite em algum momento da vida. A doença vai-se tornando mais comum com a idade, sendo particularmente comum entre pessoas com mais de 50 anos. Tem-se também tornado mais frequente em todas as regiões do mundo. Em 2003, foi a causa de cerca de 13 000 mortes na Europa. É a doença anatómica do cólon mais comum. Nos Estados Unidos, estima-se que o custo económico associado à doença diverticular seja de cerca de 2,4 mil milhões de dólares por ano.

## Causas

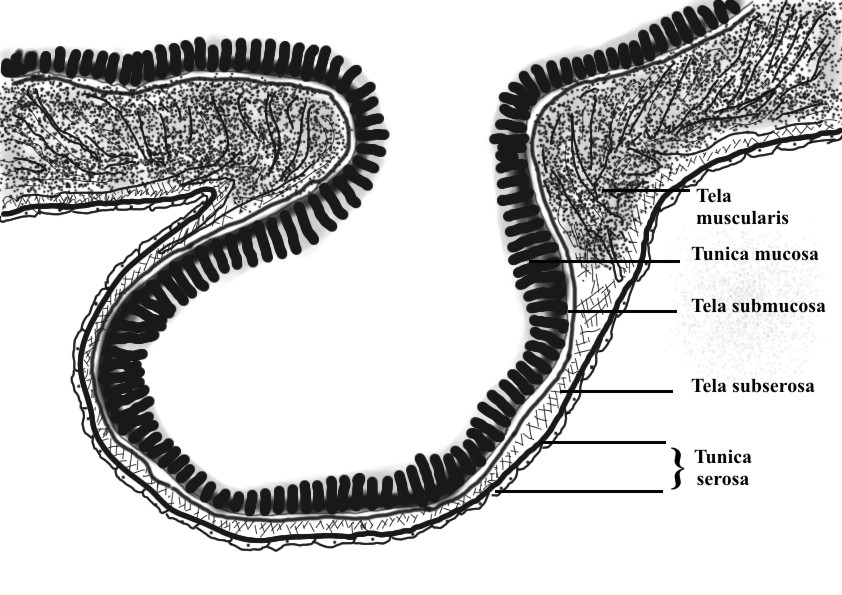
Camadas dos divertículo.

Os divertículos são saculações ("sacos" formados na parede) do intestino grosso no decorrer da vida, devido principalmente a pressão exercida pelo conteúdo intestinal contra esta parede. Quando há a obstrução de algum divertículo por fezes ou alimentos não digeridos, inicia-se um processo inflamatório no divertículo, que em seguida evolui para um processo infeccioso denominado diverticulite.

### Fatores de risco
Vários fatores podem aumentar o risco de desenvolver diverticulite:
- Envelhecimento: A incidência de diverticulite aumenta com a idade.
- Obesidade: Ter sério excesso de peso aumenta suas chances de desenvolver diverticulite. A obesidade mórbida pode aumentar o risco de necessitar de tratamentos mais invasivos para a diverticulite.
- Fumar: As pessoas que fumam cigarros são mais propensos que os não fumantes a experimentar diverticulite.
- Falta de exercício: O exercício vigoroso parece reduzir o risco de diverticulite.
- Dieta rica em gordura animal e pobre em fibras.
- Certos medicamentos: Vários fármacos estão associados com um risco aumentado de diverticulite, incluindo esteroides, opiáceos e anti-inflamatórios não-esteroides (AINEs).

## Sinais e sintomas
O quadro clínico se caracteriza por dor abdominal , principalmente a nível de fossa ilíaca esquerda, alteração do hábito intestinal e febre. Nos quadros mais severos pode ocorrer a obstrução intestinal ou até mesmo a perfuração do divertículo.

## Complicações
Cerca de 25 por cento das pessoas com diverticulite aguda desenvolvem complicações como:
- Abscessos, quando pus se acumula nos divertículos;
- Obstrução do cólon ou intestino delgado causada por cicatrizes (fibroses).
- Perfuração dos divertículos conectando seções do intestino ou cólon ou bexiga (fístulas).
- Peritonite, quando ocorre ruptura das "bolsas" infectadas ou inflamadas, derramando o conteúdo intestinal em sua cavidade abdominal. A peritonite é uma emergência médica e requer cuidados imediatos.

Uma complicação bastante frequente é a hemorragia intestinal provocada por um divertículo sangrante. A maioria resolve sem causar problemas (autolimitados), alguns requerem tratamento com vasopressores esplâncnicos e os mais severos podem ir à cirurgia. Recomenda-se localizar o ponto exato do sangramento antes de submeter o paciente ao procedimento cirúrgico. Isso pode ser feito por meio de arteriografia seletiva dos vasos mesentéricos ou por cintilografia com hemácias marcadas (mais sensível).

## Diagnóstico
Pacientes com sintomas podem ser diagnosticados com uma tomografia computadorizada (98% de sensibilidade) ou com colonoscopia, ultrassom ou raio X abdominal. A TC também é útil para verificar complicações.

## Tratamento
Os casos mais brandos podem ser tratados de forma clínica:
- Repouso com bolsa de água fria no local dolorido para diminuir a inflamação;
- Tomar apenas líquidos por um ou dois dias, para dar tempo do intestino regenerar;
- Antibióticos, quando há infecção bacteriana;
- Analgésicos, como paracetamol;
- Depois de melhorar, aumentar a quantidade de fibras e reduzir carnes gordas na dieta para evitar novos divertículos.

### Cirurgia
Complicações como peritonite, abscesso ou fístula, podem requerer uma cirurgia geral (laparotomia), seja de forma imediata ou eletiva. Se a cirurgia será imediata ou eletiva depende do estágio da doença, a idade do paciente e sua condição médica geral, bem como a gravidade e freqüência dos sintomas após um primeiro episódio de abdômen agudo. Na maioria dos casos, a decisão de realizar cirurgia eletiva é tomada quando os riscos da cirurgia são menores do que os resultantes da complicações da condição. A cirurgia eletiva pode ser realizada até seis semanas após a recuperação da diverticulite aguda.
A cirurgia de emergência é necessária em caso de ruptura intestinal, pois sempre resulta em infecção da cavidade abdominal (peritonite). Durante a cirurgia de diverticulite de emergência, o divertículo rompido é removida e uma colostomia ou ileostomia é realizada. Isso significa que o cirurgião deixará uma abertura entre o intestino e o exterior, conectada a uma bolsa de coleta da matéria fecal. A colostomia é fechada em cerca de 10 ou 12 semanas em uma cirurgia subsequente em que as extremidades cortadas do intestino são juntas novamente.
A primeira abordagem cirúrgica consiste na ressecção e anastomose, ou seja, cortar uma parte do cólon e reconectá-lo. Este procedimento é chamado de colectomia parcial e é realizado em pacientes com um intestino bem vascularizado, não edematoso e sem tensão. As margens preservadas devem ser maleáveis, sem hipertrofia ou inflamação. Nem todo o cólon com divertículos deve ser removido, pois divertículos do cólon descendente ou do sigmoide não costumam causar complicações. Esse procedimento pode ser feito com incisão medial, transversa ou com laparoscopia minimamente invasiva.

## História
A doença ficou famosa no Brasil depois da informação de que foi a causadora da internação hospitalar do presidente Tancredo Neves, na véspera de sua posse, em 14 de março de 1985, vindo a falecer em 21 de abril por uma infecção generalizada.